# Sodiam
Sociedade de Comercialização de Diamantes de Angola (Sodiam) é uma empresa estatal angolana responsável pela monopolização da compra e venda de diamantes de produção nacional, de acordo com o Decreto Executivo n° 156/06 do Ministério da Geologia e Minas em Luanda.
A Sodiam foi uma filial da Endiama, criada em 1999, para a actuação no sector de comercialização de diamantes, substituindo o modelo existente até finais dos anos 1990, que assentava num grande número de operadores, maioritariamente intermediários ilegais. A sua posição em Angola foi igualmente reforçada com a participação directa no consórcio que deu origem à empresa Angola Polishing Diamonds (APD), responsável pela abertura da primeira fábrica de lapidação de diamantes de Angola, em novembro de 2005.
A Angola Polishing Diamonds nasceu de uma decisão estratégica do Governo de Angola no sentido de retirar dos diamantes angolanos todos os resultados económicos que este produto natural potencia, controlando desta forma a globalidade da cadeia de valor deste negócio.
Em 4 de julho de 2017, foi transformada em uma empresa pública, através do decreto n° 153/17.